# Ruf de Soal
Il Ruf de Soal è un corso d'acqua della Provincia di Trento, all'interno del comune di San Giovanni di Fassa. È situato nel bacino della Val di Fassa, le cui sorgenti sono situate nel cuore del massiccio del Catinaccio. La Val di Vajolet, che ospita il corso del torrente, è una delle più frequentate dai turisti.

## Il corso del Ruf de Soal
Il Ruf de Soal pone le sue sorgenti sotto il massiccio del Catinaccio d'Antermoia, nei pressi del Passo Principe (2.600 m s.l.m.). Nella prima parte del suo corso assume la denominazione di Ruf de Sen Lorenz, mentre attraversa in direzione sud una stretta valle dolomitica dalla scarsa vegetazione. A 2.200 metri la valle curva leggermente verso est, mentre la pendenza si fa lieve e compaiono i primi segni di una vegetazione più sviluppata; un letto di pietre medie grandi determina per i primi cinquecento metri (soprattutto in fase di secca) un corso sotterraneo del torrente, che riaffiora in superficie poco dopo. 
Ormai col toponimo di Ruf de Soal, a 1.930 m s.l.m., nella località di Gardeccia, riceve un piccolo affluente proveniente dal Passo delle Coronelle. Ingrossandosi progressivamente per piccoli immissari continua nella sua discesa fino al paese di Pera di Fassa. Qui si unisce al torrente Avisio, a 1.350 metri.

## Galleria d'immagini

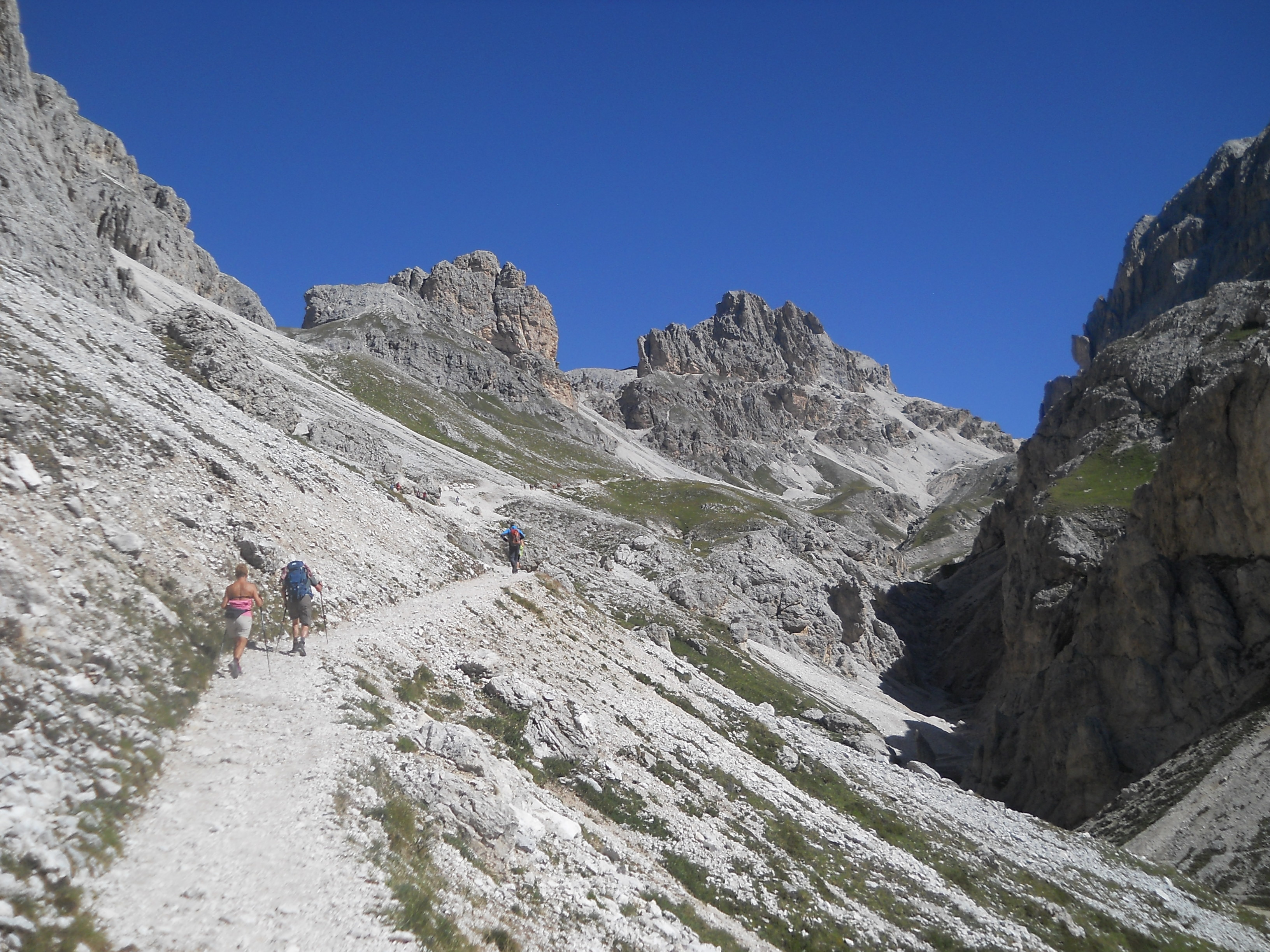
Verso Passo Principe
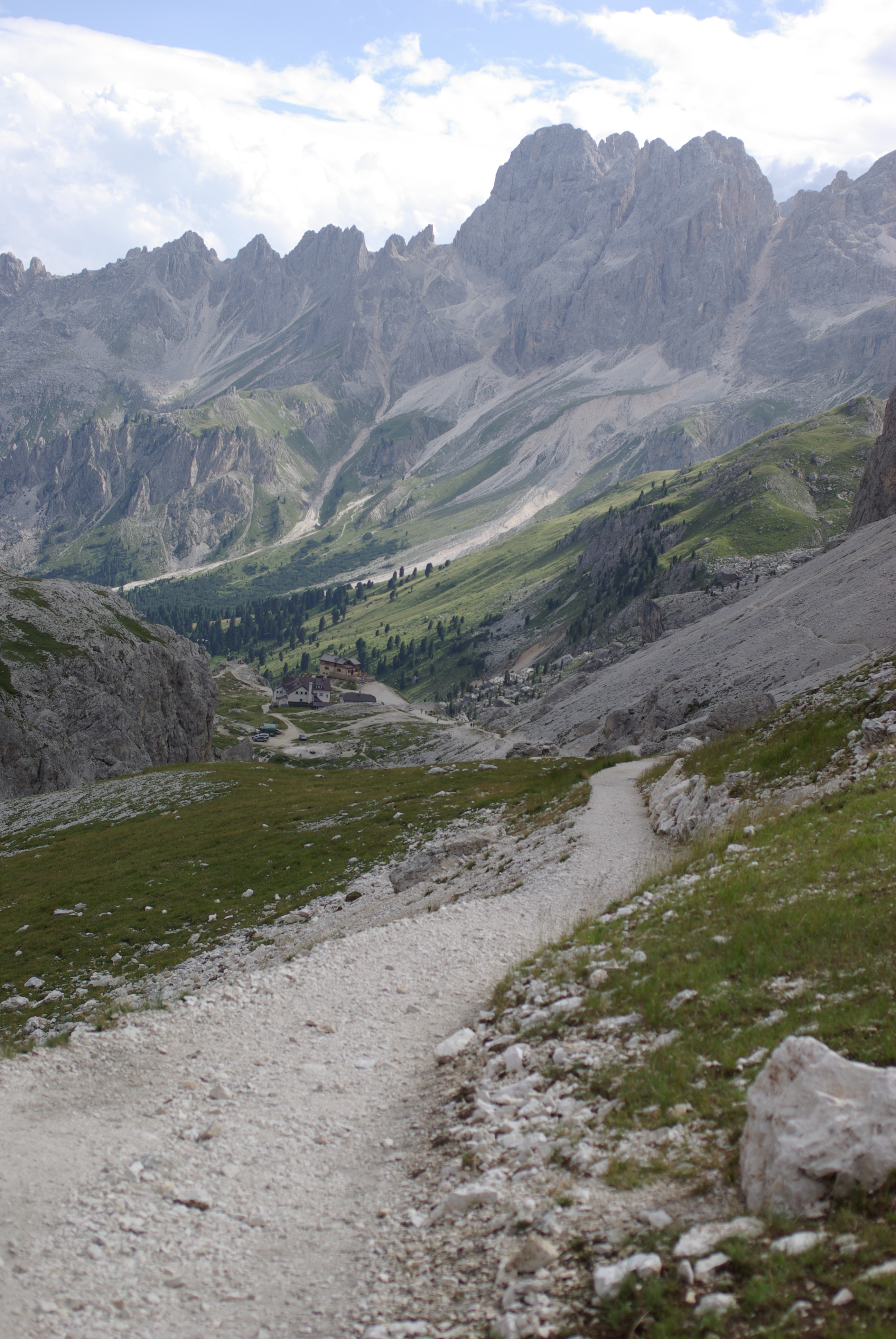
Valle del Vajolet
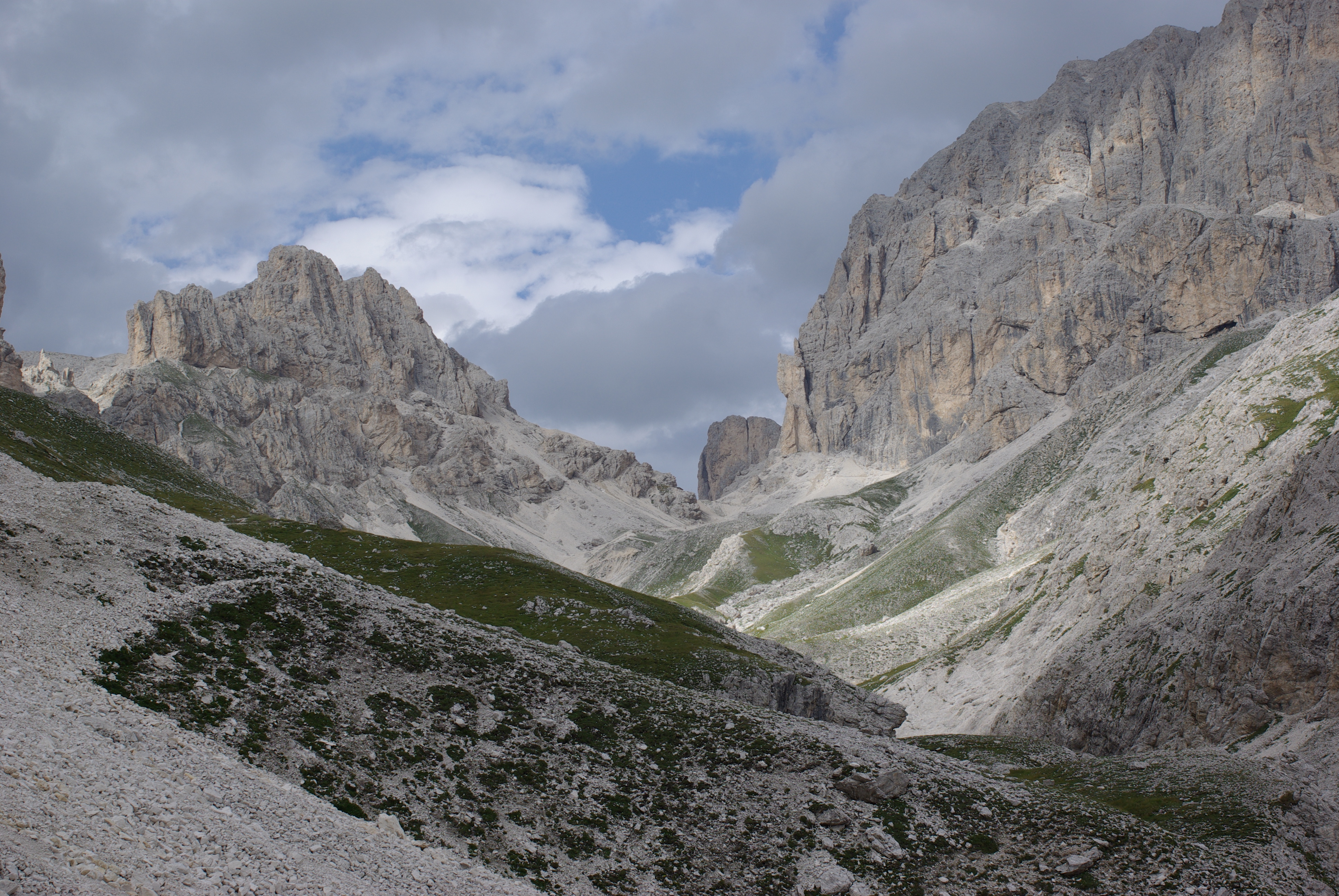
Valle del Vajolet
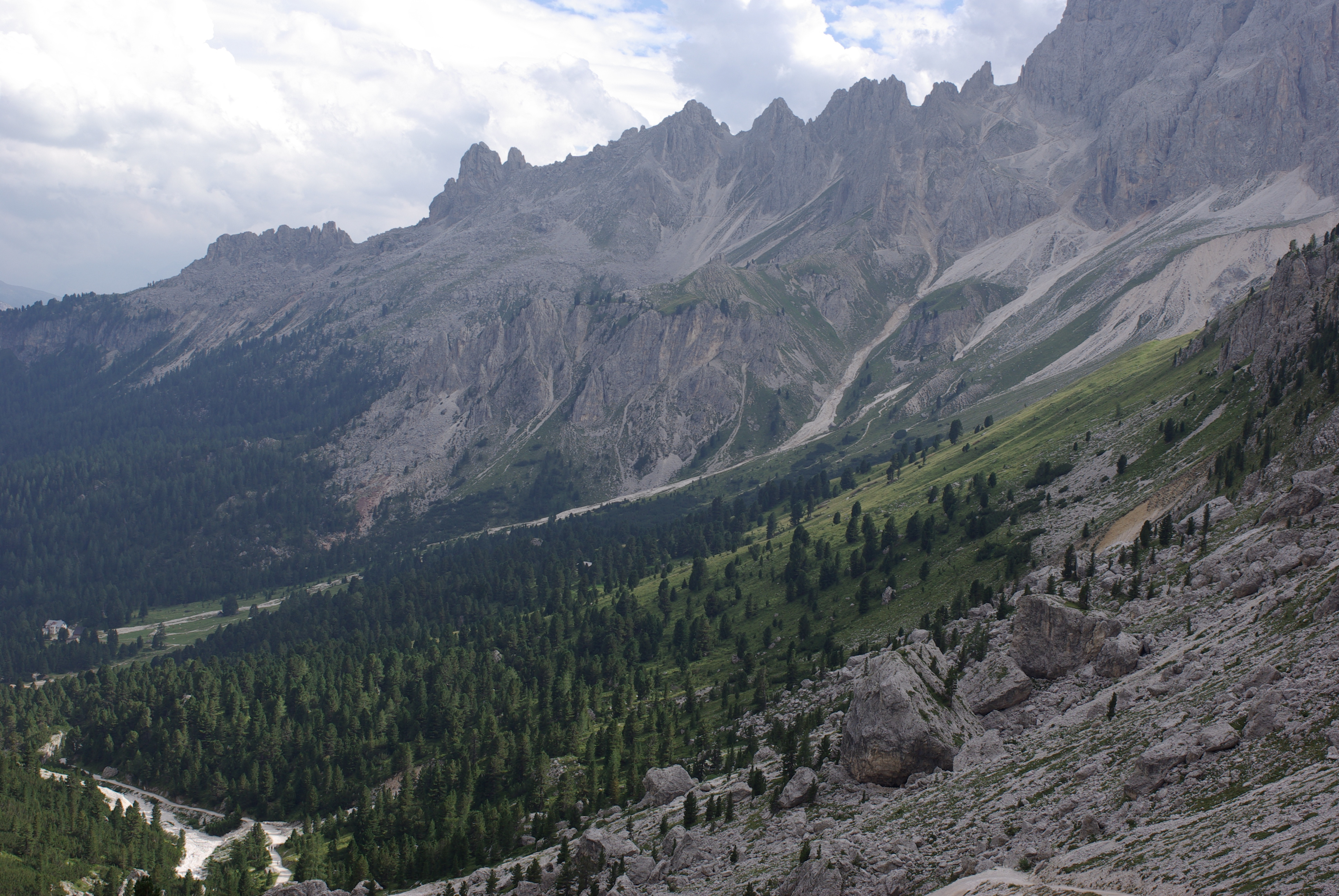
Valle del Vajolet
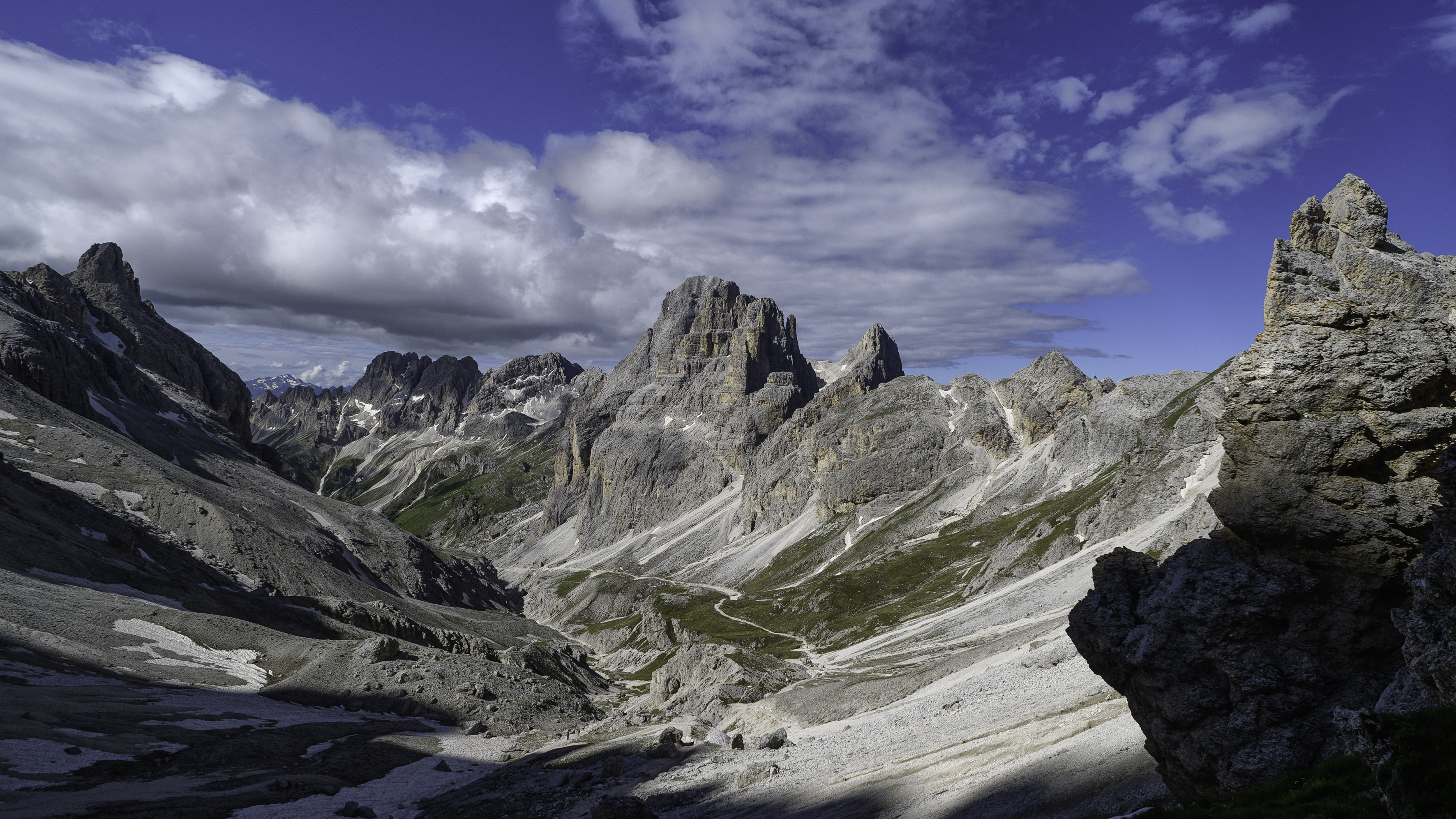
Valle del Vajolet vista dal Passo Principe